# Hjalmar Johansson (organist)
För andra personer med namnet Hjalmar Johansson, se Hjalmar Johansson
Sven Viktor Hjalmar Johansson, född 30 juli 1887 i Ytterby i Bohuslän, död 9 april 1965, var en svensk folkskollärare, organist och musiklärare.
Efter folkskollärarexamen 1908 och musiklärarexamen 1914 avlade Johansson organist- och kyrkosångarexamen vid Kungliga musikkonservatoriet i Stockholm 1916. Han studerade vidare för Peder Gram, Alexander Stoffregen och Anders Rachlew i Köpenhamn och för Stephan Krehl i Leipzig.
Johansson kom till Helsingborg 1916 där han först var musiklärare och sedan organist i Mariakyrkan från 1920. Johansson var god vän med poeten Birger Sjöberg och var den som nedtecknade och arrangerade Sjöbergs musik.